# Hip-Hop (Subkultur)
Hip-Hop ist eine kulturelle Bewegung, die ihre Ursprünge in den afroamerikanischen Ghettos New York Citys der 1970er-Jahre hat und sich mittlerweile zu einer weltweiten Subkultur der urbanen Jugend (Jugendkultur) entwickelt hat. Aufgrund ihrer Ursprünge versteht sich Hip-Hop als Street Culture, als Kultur, die zum erheblichen Maße auf der Straße gelebt wird. Die ursprünglichen integralen Bestandteile (die sogenannten vier Elemente) der Hip-Hop-Kultur sind Rap (MCing), DJing, B-Boying (Breakdance) und Graffiti-Writing.
Diese Einteilung in vier Elemente, die Resultat einer bestimmten sozialen Konstellation im New York der 1970er- und 1980er-Jahre war, ist durch die Entwicklung des Hip-Hop mit zunehmender Fixierung auf die Hip-Hop-Musik, die fortschreitende Kommerzialisierung der Kultur und durch veränderte soziale, technische und kulturelle Rahmenbedingungen problematisch geworden. Inzwischen können Beatboxing, Knowledge, Street fashion oder Producing ebenfalls als Elemente der Hip-Hop-Kultur betrachtet werden. Darüber hinaus hat sich in der Hip-Hop-Szene ein eigener Jargon entwickelt (siehe Hip-Hop-Jargon). Die Hip-Hop-Kultur wird von verschiedenen Seiten als gewalt- sowie drogenverherrlichend und sexistisch kritisiert.

## Anfänge
Die überlieferte Hip-Hop-Kultur begann ihre Karriere in den frühen 1970er-Jahren der Bronx, einem verarmten New Yorker Stadtteil. Im Verlauf der 1960er- und 1970er-Jahre war dieser vorwiegend von Immigranten und Afroamerikanern bewohnte Teil New Yorks einer zunehmenden Verarmung und Ghettoisierung ausgeliefert. Die schwarze Ober- und Mittelschicht mit ihren Intellektuellen entfloh zunehmend in die „weißen“ Vorstädte und hinterließ unter anderem ein sozial isoliertes afroamerikanisches Proletariat. Außerdem verstärkten städtebauliche Fehlplanungen des Viertels diesen Effekt noch, besonders auf dem Gebiet des sozialen Wohnungsbaus sowie beim Bau einer Umgehungsstraße, welche die Bronx fortan vom Rest New Yorks abschnitt. Bandenkriminalität, Verarmung und Verwahrlosung waren die bekanntesten unmittelbaren Folgen dieser Entwicklung zu einem Teufelskreis.
In dieser Weise von der Mehrheitskultur der restlichen amerikanischen Gesellschaft isoliert, entwickelten sich eigene Formen der kulturellen Organisation, wie zum Beispiel die legendären Block Parties. Viele der Immigranten stammten aus der karibischen Gegend um Jamaika und nahmen die Idee der „Soundsystems“ mit in die neue Heimat. Diese waren von der Ordnungsmacht zwar untersagt worden, dennoch fanden sie in der ansässigen Bevölkerung breite Akzeptanz. Die Partys wurden zu Beginn spontan organisiert und fanden in alten Fabrikgebäuden, auf Parkplätzen oder unter freiem Himmel in den Parks und Straßen der Bronx statt. Solche Partys werden häufig als Anfang der Hip-Hop-Bewegung betrachtet, da hier zuerst der Markt für die dort gespielte Musik entstand, der den Hip-Hop verbreitete und somit kultivierte.
Diese Wurzeln spielen noch heute für den Mythos Hip-Hop eine wesentliche Rolle und werden nicht selten überhöht und verklärt. Noch heute versteht sich Hip-Hop als Street-Culture. Insbesondere der Begriff Ghetto erfährt dabei eine romantisierende Bedeutungsverschiebung.
Die Szene in Europa entwickelte sich hauptsächlich nach der Verbreitung von Filmen wie Wild Style, Beat Street und Style Wars (Dokumentation) sowie dem Einsetzen der Breakdance-Welle. Auch hier entstand in den 1980ern ein harter Kern von B-Boys, Writern, DJs und MCs.

### DJing
Zu Beginn dieser Musikkultur spielte lediglich das DJing eine Rolle. Die „Sänger“, heute in der Szene als MCs bezeichnet, waren damals nur als „Unterstützer“ der DJs anwesend und hatten die Aufgabe die feiernde Menge durch einfache eingeworfene Sätze oder Worte anzuheizen (beispielsweise Put your hands up in the air) um somit für eine besonders gute Atmosphäre zu sorgen. Im Laufe der Zeit entwickelte sich dieses MCing (also der Sprechgesang) soweit heraus, dass die DJs immer mehr in den Hintergrund rückten. Die nun entstandene Rapmusik entwickelte viele verschiedene Facetten: Neben den etablierten Partyraps kamen nun die wilden Battle-Raps in den Ghettos auf, in denen die MCs von den Problemen und Schmerzen des Ghettolebens, aber auch von ihrer eigenen Person als „Held“ berichteten. Anfangs beschränkten sich die Texte der Rapper auf die Probleme der unteren Gesellschaftsschicht, welche aber keine Minderheit in den Ghettos darstellte. Aber mit der Verbreitung der Kultur in andere Stadtteile wurde der Rap auch für „Nicht-Insider“ attraktiv und somit etablierten sich kommerziellere Varianten der Rapmusik, die weniger auf bestimmte gesellschaftliche Schichten begrenzt waren.
So wuchsen die Mitglieder der ersten mit einem Grammy ausgezeichneten „Rapformation“ The Fresh Prince und DJ Jazzy Jeff in besseren Gegenden der Stadt Philadelphia auf. In ihren Raps und Songs thematisierten sie die Probleme mittelständischer Jugendlicher (Geldmangel, Mädchen, Partys, Freundschaft). Andere Gruppen gaben sich ein künstlich konstruiertes „Gangster Image“ ohne je in typischen „Ghettos“ gelebt zu haben.
Die oft als „Kommerzialisierung der Musik“ kritisierte Entwicklung führte dazu, dass sich Hip-Hop und Rap zu einer globalen Bewegung entwickelten, die bald Europa erfasste und sich in der Folgezeit in den Hitparaden etablierte.
Als Grundsteinleger des deutschsprachigen Rap gilt das Lied „Ahmed Gündüz“ der Gruppe Fresh Familee. Danach folgten Die Fantastischen Vier und Torchs Gruppe Advanced Chemistry, welche die deutsche Rapmusik letztendlich populär machten. Neben weiteren Künstlern waren vor allem Musiker wie Fünf Sterne deluxe, Fettes Brot, Dynamite Deluxe, Absolute Beginner, Freundeskreis, Sabrina Setlur, Moses Pelham mit seinem Rödelheim Hartreim Projekt und Kool Savas entscheidend an der Etablierung einer eigenständigen deutschen Hip-Hop-Kultur beteiligt.
In der Schweiz trat Hip-Hop erst später in Erscheinung. Als einer der ersten Schweizer der Rap über Funk Beats produzierte, gilt Black Tiger. Er begann 1987 als erster Mundart-Rapper der Schweiz. In der Schweiz sind heute Rapper/Rapformationen wie PVP, Greis, Wurzel 5, Baze, Bligg, TAFS, Lügner, Sektion Kuchikäschtli und Luut & Tüütli bekannt.

### Writing (Graffiti)

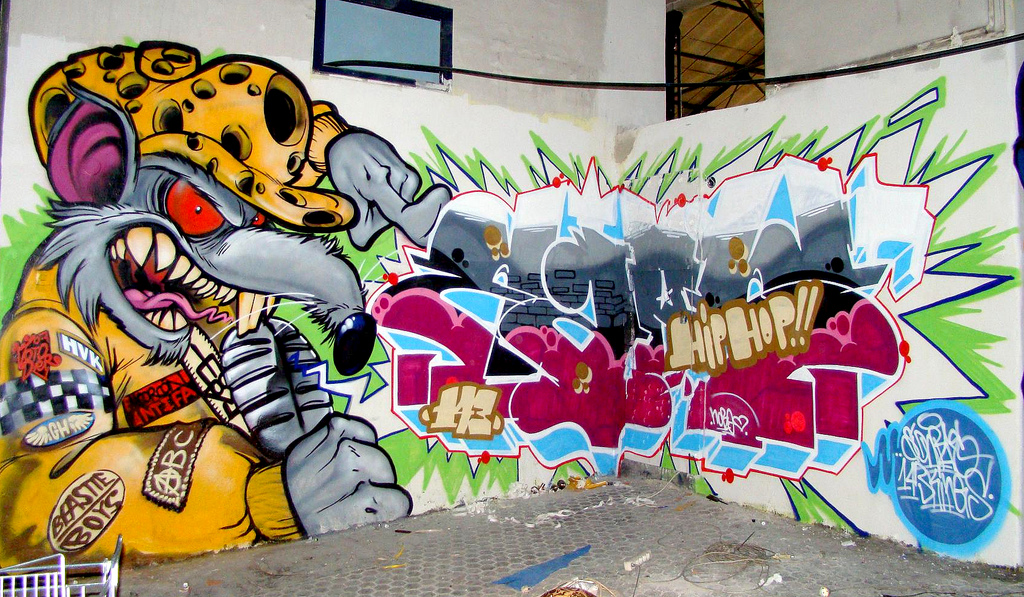
Graffiti an einer Hauswand

Mitte der 1960er-Jahre fingen einige Jugendliche in Philadelphia an, ihre Pseudonyme auf Wänden zu hinterlassen. Die hinterlassenen Kunstwerke, sogenannte „Tags“, bildeten den Grundstein der Writing-Kultur. Sie fand zunächst ausschließlich szeneintern Anerkennung und somit wenig Akzeptanz in der breiten Öffentlichkeit. Eine große Verbreitung der Tags verschaffte den Künstlern großes Ansehen innerhalb der Szene, ohne dabei Bandenkriege zu provozieren. Vielmehr diente das Writing gerade dazu, Spannungen zwischen rivalisierenden Gangs abzubauen und Konflikte zwischen diesen in einem gewaltlosen künstlerischen Wettstreit auszutragen. Im Gegensatz dazu entwickelte sich völlig unabhängig z. B. in Los Angeles das Anbringen von Tags als gezielte Reviermarkierung verschiedener Gangs, wobei die Schriftzüge hier als Warnung für andere Gangs oder Selbstverherrlichung fungieren. Obwohl teilweise Wert auf eine gewisse Ästhetik gelegt wird, jedoch nicht in dem hohen Maße wie beim Style-Writing, wird dieses Ganggraffiti aufgrund der komplett anderen Herkunft und Bedeutung nicht der friedlichen Writing-Kultur zugerechnet.
Ende der 1960er-Jahre erreichte das Phänomen des „Writings“ New York City, wo außer auf Wänden in U-Bahnwaggons, U-Bahn-Stationen und anderen Orten Graffiti angebracht wurden. Im Juni 1971 veröffentlichte die Zeitung New York Times einen Bericht über TAKI 183. Dadurch wurde der bisher weitgehend anonyme griechischstämmige Botenjunge in ganz New York City berühmt. Dies veranlasste zahlreiche Nachahmer ebenfalls zu taggen. Aufgrund des Booms und der aufkommenden Fülle von Graffiti-Writern war es für den Einzelnen eine Notwendigkeit, den Style seiner Buchstaben ständig weiterzuentwickeln und zu perfektionieren, sowie neue Techniken zu entwickeln, um noch aus der Masse von Writern herauszustechen. Auch wurden immer größere Markierungen angebracht und immer gefährlichere oder besonders gut sichtbare Stellen bemalt. SUPERKOOL 223 wird zugerechnet 1971 als erster einen U-Bahn-Waggon von außen mit einem Piece besprüht, sowie das Fatcap erfunden zu haben. Es entstanden dadurch die verschiedensten Styles, wie z. B. der Bubblestyle von PHASE 2. Diese und weitere Neuerungen in Technik und Werkzeugen, wie unterschiedliche Sprühaufsätze, die verschieden starke Sprühstrahlen ermöglichen, entwickelten den Style immer weiter. So wurde 1973 der 3D-Style eingeführt. 1972 wurde wegen des ersten Top to Bottom von SIR alias DICE 198 das erste Anti-Graffiti-Gesetz vom New Yorker Bürgermeister erlassen, da man befürchtete, dass die Writing-Kunst sonst das ganze Stadtgebiet überflutete. Doch die Writer ließen sich nicht beirren, und die Untergrundkultur wuchs weiter.
Der Soziologiestudent Hugo Martinez erkannte die Bedeutung dieser Subkultur und gründete die United Graffiti Artists (UGA). Diese Gründung wurde zu einem bedeutenden Wendepunkt in der Geschichte des Graffiti-Writing. Werke der Writer wurden in der Folgezeit in Galerien ausgestellt und so als Kunst akzeptiert.

### B-Boying (Breakdance)

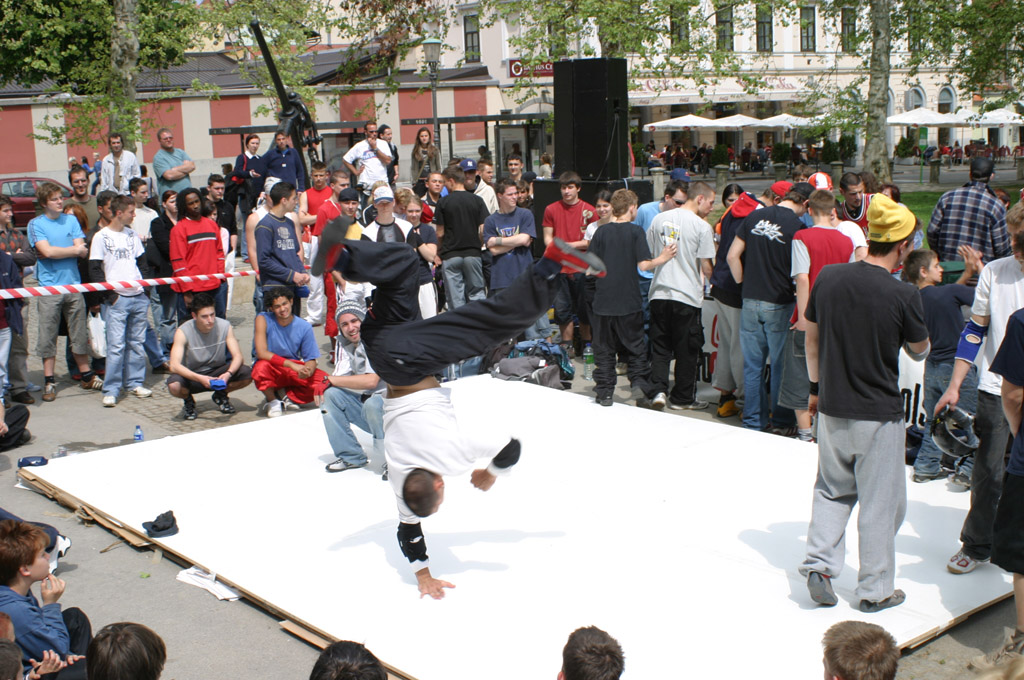
B-Boys in Ljubljana, Slowenien

Zur Zeit der ersten Streetpartys, als DJs gesangslose, rein rhythmische Parts auf Schallplatten, sogenannte Breaks, sequenzierten und zu neuen Klangkollagen abmixten, entstand das B-Boying (auch Breakdance genannt). B-Boying ist ein wichtiges Element der Hip-Hop-Kultur, welches noch mehr als das DJing in den Hintergrund geriet. Wurde das Rappen zur verbalen Auseinandersetzung mit der Umwelt, so agierte das B-Boying mehr körperlich. Verschiedene Tänzergruppen, meist gegliedert nach Straßenabschnitten oder ähnlichem, traten in wüsten tänzerischen Kämpfen gegeneinander an. Bewusst wurde auf gewalttätige Konfrontationen verzichtet. Gewinner war die Gruppe oder Person mit der besten Körperbeherrschung und Kondition, da der Tanzstil und -ausdruck ausschlaggebend waren.
In den frühen 1980er Jahren entdeckte die Ostküste den Boogaloo, sowie das Poppin’ und Locking. Entwickelt wurde dieser Tanzstil an der Westküste und gelangte über den Süden der USA nach New York. Dort wurde er in Electric Boogie umbenannt. Breakdance und Electric Boogie kamen 1983 in Europa an. Der Kleidungsstil dieser Zeit, der von den Marken Adidas und Puma geprägt war, welcher den tänzerischen Bewegungen angepasst sein musste und als sehr locker oder lässig bekannt wurde, wurde später von Ravern kopiert, obwohl sie sich dessen nicht zwangsläufig bewusst waren. Die neueste und durchaus populäre Breakdance-Variante ist das sogenannte „Krumping“ oder „Clowning“.

### MCing (Rap)
Der Rap steht im Einklang mit der Tradition der afrikanischen mündlichen Überlieferung und war anfangs lediglich eine Wortspielerei der MCs (Master of Ceremony). In kurzen Reimen machten sie sich, mit Hilfe verschiedener Flows, über sich selbst lustig, stellten den DJ vor oder erzählten einfach nur kurze Geschichten über ihr Viertel.
Rap wird gelegentlich durch eine Human Beatbox begleitet. Bei Freestyles ohne laufenden Beat durch einen DJ, findet die Human Beatbox oft Anwendung.
Die Sugarhill Gang, Kurtis Blow sowie Grandmaster Flash & the Furious Five gehörten zu den ersten, denen eine Chartplatzierung gelang. MCs wie Chief Rocker Busy Bee und die Cold Crush Brothers mit Grandmaster Caz beherrschten die Szene. Der erste Rap Track stammt jedoch entgegen anders lautenden Quellen nicht von der Sugarhill Gang, sondern von Fatback: King Tim III (Personality Jock) aus dem Jahr 1979, erschien noch vor Rapper’s Delight. Nachfolgende Rap-Formationen wandten sich mehr und mehr vom Party-Rap ab und schrieben sozialkritischere Texte.
So propagierte die Zulu Nation und ihr Gründer Afrika Bambaataa ihre Philosophie von „Peace, Unity, Love And Having Fun“. Ihr gegenüber entwickelte sich Ende der 1980er Jahre an der Westküste der Gangsta-Rap als eine Form des Rap, an der Kritiker bemängeln, dass sie im Widerspruch zur eigentlichen Hip-Hop-Kultur stehe. Er zeichnete sich durch funklastige Beats und eine sehr explizite Sprache aus.

### Beatboxing
Beatboxing wird oft mit Vocal Percussion gleichgesetzt, bezeichnet jedoch lediglich eine spezielle, im Hip-Hop entwickelte Form dieser. Als Erweiterung zu den originären vier Hip-Hop-Disziplinen DJing, MCing, Breaking und Writing wird Beatboxing zuweilen als die „fünfte Säule“ oder das „fünfte Element“ der Hip-Hop-Kultur bezeichnet und ist damit eines ihrer Wesensmerkmale.

## Mode

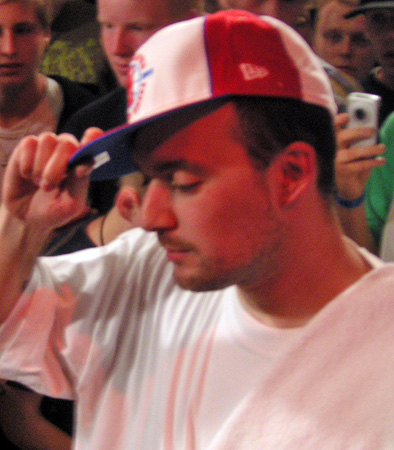
Von Rappern vermarktete Mode: Kool Savas

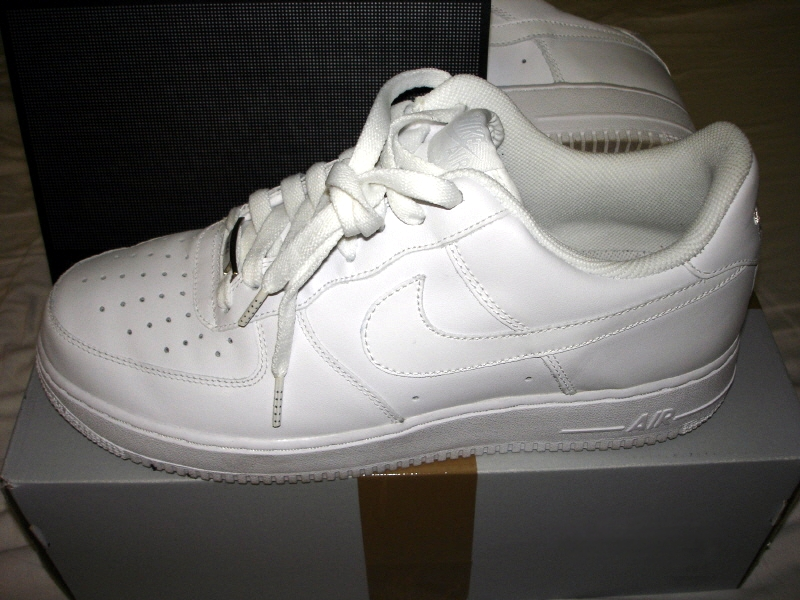
Der Kultschuh Nike Air Force 1

Wie in anderen Jugendkulturen gibt es eine spezielle Mode in der Hip-Hop-Subkultur. Hip-Hop und dessen Mode ist dabei, wie viele weitere Jugendkulturen, männerdominiert. Die eigentliche Hip-Hop-Mode richtet sich also eher an Männer, wird aber auch von Frauen der Hip-Hop-Szene getragen oder Hiphopperinnen benutzen einzelne Elemente dieses Dresscodes.
Die Hip-Hop-Mode lebt von extrem weiten Schnitten bei Hosen und Oberteilen. Die gesamte Erscheinung wirkt üppig, mit vielen wuchtigen Emblemen und auffälligen Details. Neben Jeans werden sehr viele dem Sportbereich entlehnte Kleidungsstücke getragen. Zum weithin üblichen Dress-Code gehören im starken Kontrast zu anderen Jugendkulturen:
- sehr weite, tiefsitzende Hosen (Baggy Pants)
- Basketball-Trikots und Kapuzenpullover (Hoodies)
- oversized Sportanzüge (Tracksuits) in Größen wie 2XL
- Plakative Logos und Embleme von Sportligen wie der NBA
- Streetwear-Marken wie: A Bathing Ape, Alpha Industries, Avirex, Carhartt, Dada, Ecko, Enyce, Fubu, k1x, Karl Kani, LRG, Pelle Pelle, Phat Farm, Picaldi, Rocawear, Sean John, Shady Ltd., Sir Benni Miles, Southpole, Wu Wear etc.
- Sportmarken: z. B. Nike, Reebok, Adidas
- Luxus-Marken: z. B. Gucci, Lacoste, Ralph Lauren, Fendi, Iceberg; deren Logos werden oft demonstrativ zur Schau gestellt (Pimping)
- Kopfbedeckungen: Basecaps z. B. von New Era Cap, Wollmützen, Bandanas, Durags
- Frisur: Boxerschnitt
- Sneakers, Basketballschuhe oder Lederboots von Timberland oder den damals trendigen Puma Suede und den Adidas Superstar, welche von der Band RUN DMC getragen wurde.
- Accessoires (siehe auch Bling-Bling): Ketten (meist aus Gold, Silber oder Platin oder einem Imitat dieser Materialien) mit auffälligen Anhängern wie Dog Tags, Dollarzeichen oder Namensaufdrucke von erfolgreichen Hip-Hop-Künstlern.
- Namebelt (dt. Namensgürtel). Gemeint sind Gürtelschnallen. In den meisten Fällen wird der eigene Name, Künstlername beziehungsweise Pseudonym zur Schau gestellt. Verbreitet sind auch Schlagworte wie zum Beispiel „Porno“ oder „Bitch“. Die am weitesten verbreitete Gürtelschnalle besteht aus zwei ineinander verschraubbaren Rahmen, zwischen denen Buchstaben, Zahlen oder Zeichen fixiert werden können. Die verschiedenen Rahmengrößen lassen nur eine bestimmte Anzahl an Buchstaben etc. zu. Rahmen wie Buchstaben etc. gibt es aus verschiedenen Materialien und Farben z. B. Gold (Messing), Chrom aber auch mit geschliffenen Glassteinen besetzt (Bling-Bling). Darüber hinaus existieren Gürtelschnallen, in denen programmierbare LED-Licht-Leisten eingesetzt sind. „Echte“ Edelsteine und Edelmetalle sind beim „normalen“ Hip-Hopper eher unüblich. Natürlich gibt es auch ganz individuell angefertigte Gürtelschnallen.

Insgesamt wird eine beeindruckende, „coole“ Erscheinung angestrebt, die durch betont lockeres, lässiges Verhalten unterstrichen wird. Andererseits gibt es eine Gegenbewegung innerhalb der Szene, die sich nicht dem Markenzwang unterwirft und sich bewusst alternativ kleidet.

## Hip-Hop in der DDR
In die DDR kam Hip-Hop als Jugendkultur aus Westdeutschland durch Hörfunk und Fernsehen. Der Film Beat Street wurde 1985 in Kinos der DDR gezeigt. Der Staat versuchte Hip-Hopper einzubinden und begründete dieses damit, die Jugendlichen bekundeten ihre Solidarität mit den unterdrückten Schwarzen. Breakdancer wurden im offiziellen Sprachgebrauch als „akrobatische Volkstänzer“ bezeichnet, Graffiti als „Rapschrift“. Wer öffentlich professionell auftreten wollte, musste die „Zulassung für berufliche Tätigkeit auf dem Gebiet der Unterhaltungskunst“ beantragen und sich von einer staatlichen Kommission prüfen lassen. Auftritte von Breakdancern auf Straßen und Plätzen wurden jedoch unterbunden. Bei Veranstaltungen zur 750-Jahr-Feier Berlins nahmen Breakdancer in Ost-Berlin am Festmarsch teil, Rapper traten im Palast der Republik auf.
Die 1987 gegründete englischsprachige Hip-Hop-Gruppe Electric Beat Crew veröffentlichte 1989 die erste und einzige Hip-Hop-Platte der DDR und wurde vor allem durch das Stück Here we come bekannt.
Im Sommer 1988 und am 28./29. Juli 1989 fanden jeweils Rap-Contests in der damaligen „Tonhalle“ in Radebeul bei Dresden mit je ca. 2500 Besuchern und Besucherinnen statt. Zudem fand im Januar 1989 im Schloss Nickern bei Dresden ein Hip-Hop-Workshop statt, an dem über 30 Personen teilnahmen.
Im Jahr 2006 erschien der 90-minütige Dokumentarfilm Here we come – Breakdance in der DDR vom Nico Raschick. Der Spielfilm Dessau Dancers von 2014 begleitet eine fiktive Breakdance-Gruppe von der Entstehung bis hin zu staatlich organisierten Schautanzaufführungen.

## Kritik
Hip-Hop-Kritiker sehen in der heutigen Hip-Hop-Szene eine starke Abweichung von ihrer ursprünglichen Form: Während der ursprüngliche Hip-Hop noch die sozialen Ungerechtigkeiten, in denen die schwarze Bevölkerung in den Ghettos New Yorks lebte, thematisiert habe, sei heutiger Hip-Hop jedoch oft reaktionär, gewaltverherrlichend, frauenfeindlich, homophob, sexistisch und fördere dadurch unter anderem die Jugendkriminalität, Aggressivität, Passivität und generelle Gewaltbereitschaft. Statt der Verbesserung der sozialen Lage der eigenen Community strebe, so die Kritiker, der gegenwärtige Hip-Hop-Künstler im Musikbereich keine weiteren Ziele mehr an als ein gefülltes Bankkonto und Platzierungen in Charts sowie ein möglichst „gangster“-mäßiges Image (Kleidung, Auftreten, Äußerungen). Weiterhin wird kritisiert, dass in der Hip-Hop-Szene und deren Videos der Konsum von Drogen verherrlicht werde. Auch wird den Künstlern vorgeworfen, nicht auf ihre Vorbildfunktion zu achten und daher den Jugendlichen die Realität zu verblenden.
An der Writer-Szene wird kritisiert, dass das Besprühen diverser Flächen fast immer illegal und ohne Erlaubnis der Besitzer geschieht. Dies geschieht in dieser Form bereits seit dem Beginn der Writing-Bewegung.

## Bedeutende Veranstaltungen
- Battle of the Year (B-Boying/Breakdance, international) – Beim „Battle Of The Year International“ treten viele verschiedene Breakdancer aus aller Welt auf und tanzen in einer Art Wettstreit gegeneinander. Im Backstage dieses friedlichen Wettbewerbs werden Kontakte geknüpft und gemeinsam trainiert. Überall im Publikumsbereich gibt es markierte Kreise, in denen nahezu ununterbrochen getanzt wird. Auch zahlreiche MCs und DJs sind dort jedes Jahr anzutreffen.
- splash! (eines der größten Hip-Hop- u. Dancehall-Festivals Europas in Ferropolis/Deutschland)
- Openair Frauenfeld (das größte Hip-Hop-Festival Europas)
- Write 4 Gold (größtes Writingbattle in verschiedenen Städten auf der ganzen Welt)
- Hip-Hop Kemp (eines der größten Hip-Hop-Festivals Europas in Königgrätz/Tschechien)
- HipHop Open (Bekanntes Hip-Hop-OpenAir in Stuttgart)
- ITF/IDA-Championships (DJ/Turntablism, international)